# Gaspar Pérez de Villagrá

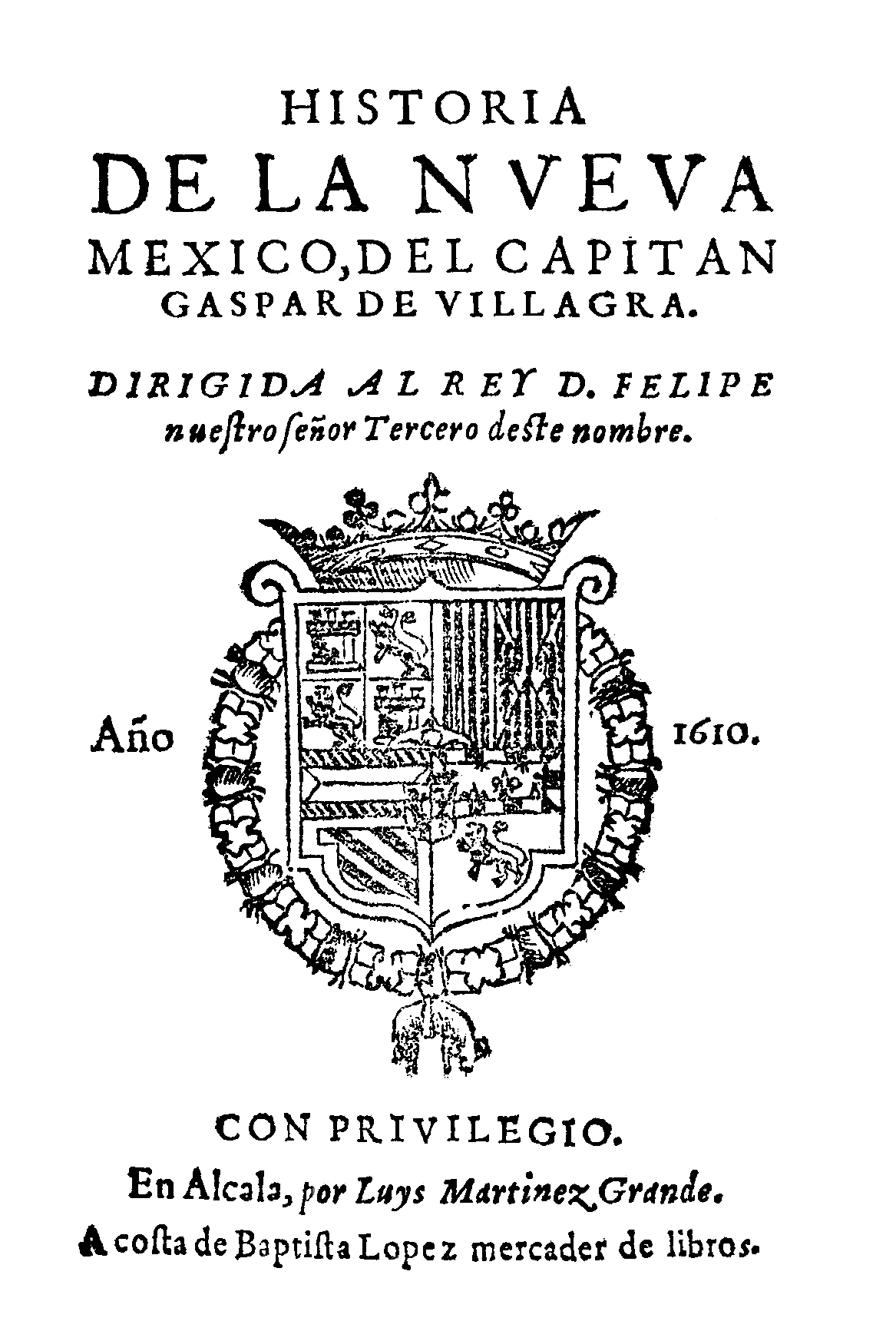
"Historia de la Nueva Mexico" (1610)

Gaspar Pérez de Villagrá (1555 – 1620) è stato un esploratore spagnolo.

## Biografia
Fu capitano nella spedizione di Juan de Oñate che per prima colonizzò il Nuovo Messico nel 1598. Villagrá fu lo storico ufficiale della spedizione. Scrisse un'epica sulla storia del Nuovo Messico intitolata Historia de la Nueva México (1610), considerata il primo dramma ed il primo poema epico di origine europea scritto negli Stati Uniti d'America, anticipando il General History of Virginia di John Smith di Jamestown di almeno 14 anni. In quest'opera Villagrá descrive la conquista degli indiani del Nuovo Messico da parte di Oñate, compresa la presa del pueblo di Acoma nel 1599.  
Villagrá descrive una gloriosa marcia trionfale del Cristianesimo, ma si tratta di un'opinione non condivisa dai racconti dei popoli locali. La narrativa Hopi parla di una pessima opera missionaria dei francescani.